# Ezequiel Lazo
Ezequiel  Lazo (Rosario, Provincia de Santa Fe, Argentina, 31 de enero de 1989) es un futbolista argentino. Juega como delantero y su primer equipo fue Rosario Central. Actualmente se desempeña en Coronel Aguirre de VGG del Torneo Federal A. Es hermano mellizo del también futbolista Lucas Lazo, también jugador de coronel Aguirre de VGG.

## Trayectoria
Ezequiel Lazo se inició en las divisiones inferiores de Rosario Central donde fue goleador del equipo, junto con su hermano mellizo Lucas en donde solo alternaron en el primer equipo su hermano tuvo un mejor pasar en aquel equipo y se quedó en el club mientras que Ezequiel parte a Central Córdoba donde se convierte en uno de los jugadores destacados del equipo.En julio del 2011 parte a Chile a "probarse" al club O'Higgins que juega en primera división pese a que el club le compró el pase no se sabía si el jugador se quedaría o se le buscara un club donde jugar la segunda parte del año, pese a los pocos días que estuvo a prueba finalmente logró convencer al técnico Ivo Basay y lo dejó en el club para el Clausura 2011. Debutó con O'Higgins en la octava fecha del Torneo de Clausura 2011 frente a Cobreloa, donde fue ingresado en el segundo tiempo en reemplazo de Samuel Teuber. Tras los pocos minutos en el campo de juego, tras un tiro de esquina, el balón quedó rebotando en el área, y Lazo apareció por detrás para convertir la pariedad por 1 a 1 en ese día sábado 17 de septiembre en El Teniente.A principios de enero es enviado a préstamo a Defensores de Belgrano de la Primera B Metropolitana. En la temporada 2012/2013 volvió a Central Córdoba para afrontar la Primera B Metropolitana, donde luchará por conservar la categoría con el club rosarino y quizás pelear un lugar para ascender a la segunda división del fútbol argentino.

## Clubes
| Club                               | País      | Año           |
| ---------------------------------- | --------- | ------------- |
| Rosario Central                    | Argentina | 2010          |
| Deportes Antofagasta               | Chile     | 2010          |
| Central Córdoba de Rosario         | Argentina | 2011          |
| O'Higgins                          | Chile     | 2011          |
| Defensores de Belgrano             | Argentina | 2012          |
| Central Córdoba de Rosario         | Argentina | 2012          |
| Tiro Federal de Rosario            | Argentina | 2013          |
| Deportivo Merlo                    | Argentina | 2014          |
| El Porvenir del Norte              | Argentina | 2015          |
| Sportivo Las Parejas               | Argentina | 2016          |
| El Porvenir del Norte              | Argentina | 2017          |
| Club Atlético Belgrano de Arequito | Argentina | 2019-presente |